# 秦长城
秦長城，為秦朝於秦始皇時期（約公元前214年）為抵禦北方匈奴等遊牧民族南侵而修築的軍事防禦工程。其主體由大將蒙恬率軍連接並擴建戰國時期秦、趙、燕等國的舊有長城而成，西起臨洮（今甘肅省境內），東至遼東，全長逾萬里，是中國歷史上首條真正意義上的「萬里長城」。
秦長城並非完全新建，而是整合戰國時期各國舊有邊牆，其中以秦昭襄王時期（公元前3世紀）修築的「秦昭襄王長城」為基礎，進一步延伸加固。考古證據顯示，秦長城在內蒙古固陽縣境內保存最為完整，該段長城多依陰山山脈地勢以石砌築，並設有烽燧、障城等軍事設施，形成完整的防禦體系。考古學家在固陽秦長城發現的「積薪垛」遺跡，證實其沿用戰國時期「亭障」制度，通過烽火傳遞軍情。
秦長城的修築不僅鞏固了北方邊防，亦標誌着中原王朝對河套地區的有效控制，為後世漢長城、明長城的修建奠定基礎。1996年，固陽秦長城被列為全國重點文物保護單位。2020年，包括陝西吳起縣段及寧夏原州區段在內的多處秦長城遺址被列入首批國家級長城重要點段名單。
由於自然風化及人為破壞，現存秦長城僅約三分之一保存較好。近年來，各地政府加強保護措施，如陝西靖邊縣實施長城保護「六個一」工作機制，寧夏固原市檢察機關開展「長城保護公益行動」，以法治手段推動整體保護。同時，學術界亦積極研發新技術，如蘭州理工大學團隊的「電滲注漿加固技術」，以應對土遺址風化問題。